# Невадо-дель-Кіндіо
Невадо-дель-Кіндіо (ісп. Nevado del Quindío) — вулкан в андійському хребті Кордильєра-Сентраль, Колумбія. Це найбільша вершина департаментів Кіндіо і Рисаральда. Вулкан зараз є сплячим, ніяких ознак активності за історичні часи зареєстровано не було. Гора розташована на території національного парку Лос-Невадос. Вершина гори вкрита льодовиком, що зараз швидко відступа через глобальне потепління, приблизно на 10 % щороку, починаючи з 1980-х років.
Гора є популярною туристиною пам'яткою протягом всього року. Її нижня частина вкрита хмарним лісом, де мешкає багато ендемічних видів.

## Ресурси Інтернету
- Parque Nacional Los Nevados [Архівовано 30 січня 2013 у Wayback Machine.] Colombia.info
- Parque Nacional Natural Los Nevados. Summitpost.com. 12 квітня 2007. Архів оригіналу за 30 червня 2013. Процитовано 30 вересня 2008.
- Richard S. Williams, Jr.; Jane G. Ferrigno (24 січня 1999). Ruiz-Tolima Volcanic Massif (Cordillera Central). U.S. Geological Survey. Архів оригіналу за 21 червня 2013. Процитовано 30 вересня 2008.